# Alla von Buch
Alla von Buch Mendjuk (* 21. März 1931 in Kiew) ist eine ukrainische Pianistin.

## Leben
Von Buch studierte Klavier an der Staatlichen Akademie der Tonkunst in München bei Maria Landes-Hindemith sowie bei Wladimir Horbowski in Stuttgart und bei Sergei Alexandrowitsch Kussewizki in New York. Sie studierte Musikwissenschaft an der Ludwig-Maximilians-Universität München bei Thrasybulos Georgiades.
Sie war Professorin am Richard-Strauss-Konservatorium München und an der Universidad de Guanajuato in Mexiko. Als „Visiting Artist“ war sie zudem an der Yale University in New Haven, am Earlham College in Richmond, am Colorado Women’s College and an mehreren staatlichen Universitäten in den USA, ferner an der Universidad Nacional Autónoma de México und am Gnessin-Institut Moskau.
Sie spielte unter anderem in der Laeiszhalle in Hamburg, im Münchner Herkulessaal, im Wiener Musikverein, im Ateneu Barcelona, im Art Center Ottawa, in der Phillips Gallery Washington, in der Mandel Hall Chicago, in der Sala Xochipilli in Mexiko-Stadt und im Palais Scheremetiev in St. Petersburg. Sie lebt heute in Deisenhofen bei München.